# 13014 Hasslacher
13014 Hasslacher eller 1987 WJ1 är en asteroid i huvudbältet som upptäcktes den 17 november 1987 av den amerikanska astronomen Richard P. Binzel vid MDM-observatoriet. Den är uppkallad efter Marian Brasseau Hasslacher och Charles Alfred Hasslacher, sältingar till upptäckaren.
Asteroiden har en diameter på ungefär 14 kilometer och den tillhör asteroidgruppen Nocturna.